# Hitohiro Saito

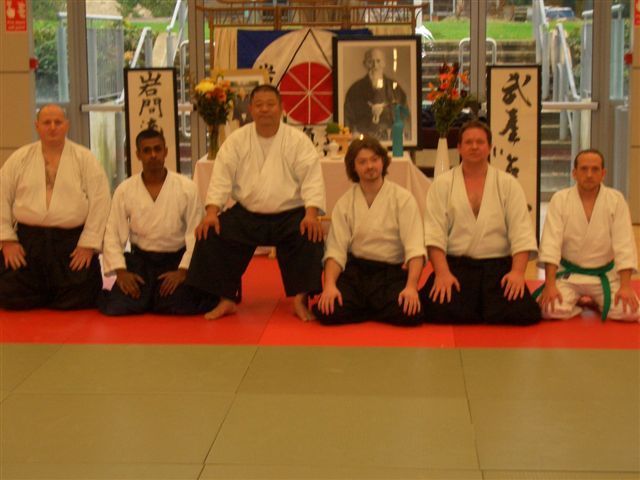
Mestre Hitohiro Saito com estudantes em novembro de 2008

Hitohiro Saito (斎藤 仁弘, Saitō Hitohiro) (Iwama, 12 de fevereiro de 1957) é um mestre japonês da arte marcial nipônica aiquidô. É o único filho homem e sucessor de Morihiro Saito Sensei e de Sata Saito. Vive em Iwama, na antiga casa de seu pai, com a sua família. Nasceu em 12 de fevereiro de 1957, em Iwama. Tem três irmãs, duas mais velhas. Tem cinco filhos, dois deles, assim como a mãe, praticantes assiduos de aiquidô.

## Biografia
Quando nasceu, os seus pais estavam muito envolvidos a servir o Fundador e sua família, seja no âmbito do aiquidô, seja na agricultura. Por isso, poucas vezes viu os seus pais nos primeiros anos. As suas irmãs mais velhas tomaram conta dele e ajudavam-no no dia a dia. De madrugava, quando acordava, já os pais tinham saído para servir O’Sensei. O único vestígio que restava deles terem estado em casa, era uma lancheira que sua mãe preparava antes do sol nascer, para ele levar para a escola.
Aos sete anos O’Sensei permite-lhe começar o treino de aiquidô.
O treino rigoroso e vigoroso que leva a partir de então, irá transformá-lo num dos mais eficientes e vigorosos técnicos do mundo. Treinou com o Fundador até este se retirar para Tóquio nos últimos meses da sua vida. Depois continuou o treino com o seu pai, Morihiro Saito.
Tinha nove anos quando se lembra de estar a instruir, no jiyu keiko, (treino livre depois das aulas) aos cintos negros que vinham de Tóquio e que, por não terem aulas contínuas com o Fundador, tinham dificuldade em seguir e repetir os seus ensinamentos técnicos.
Hitohiro Saito, é um chefe muito estimado na região, tendo estudado culinária em Osaka e Sendai quando era novo. Ali aproveitou também para treinar com grandes mestres como Abe Seiseki em Osaka e Hansawa Shihan em Sendai.
Abe Sensei (ainda vivo) foi o professor de caligrafia japonesa (shodo) do Fundador do aiquidô e Hitohiro Saito também estudou caligrafia com este grande mestre.
Além do ensino de arte marcial, da caligrafia e da cozinha, sensei Hitohiro Saito é um excelente escultor e pintor. No seu atelier esculpe esculturas tradicionais japonesas como os famosos liões Shishigashira, utilizados nos Matsuri (festas regionais) no Japão.
Depois de acabar o curso volta para Iwama e abre um restaurante em frente ao Templo de Aiquidô, no terreno que o fundador deu à família Saito. Mais tarde, terá de abandonar esta profissão pois passaria a dedicar-se a tempo inteiro ao ensino do aiquidô no dojô do Fundador e ensinar em estágios no Japão e no estrangeiro.
Em 2000, incitado por seu pai, constrói o seu dojo privado. É inaugurado, com o patrocínio de seu pai Morihiro Saito, a 16 de Julho de 2000. Ao novo dojo dá o nome de Tanrenkan.
Muitos anos antes de seu pai falecer, Hitohiro Saito toma conta do dojo do Fundador, aliviando o trabalho de seu pai e de sua mãe. No seu leito de morte Morihiro Saito instruiu o seu filho a continuar com o seu trabalho no Iwama Ryu. Como ele, centenas de pessoas acodem a Iwama para se despedir do grande mestre e ouvir as suas ultimas instruções.
Com o falecimento de Morihiro Saito (13 de Maio de 2002), Hitohiro Sensei continuou a governar o dojo do Fundador e o Templo do Aiquidô, servindo a família Ueshiba como até então. Contudo, divergências com o Aikikai, tornam-se claras quando não acedem ao pedido de Hitohiro que publiquem na revista oficial da organização, que o aiquidô de Iwama era o aiquidô original do  mestre Morihei Ueshiba. Estas divergências levam-no a separar-se da organização Aikikai em Fevereiro de 2004, e formar a sua própria organização chamada Iwama Shin Shin Aikishurenkai. A insistência de Morihiro Saito em criar o Iwama Ryu tornou-se então, clara.
Muitos dos alunos de seu pai, principalmente as camadas mais jovens, seguem-no e Hitohiro Sensei monta o seu Honbu Dojo (dojo central) no Tanrenkan. O Shin Dojo, dojo construído por seu pai 1990 (inaugurado no dia 25.9.1990) no terreno oferecido por Morihei Ueshiba, continua activo como dojo de prática dos uchideshi e para cerimonias oficiais.
Hitohiro Sensei, como seu pai, continua viajando por todo o mundo tentando dar resposta aos inúmeros pedidos para estágios internacionais. Em casa, no Japão, também viaja constantemente, de Norte a Sul, para ensinar.
Hitohiro Saito tem continuado o trabalho de seu pai, constantemente apurando a técnica e codificando os ensinamentos do Fundador do Aikido e de seu pai. Reviveu muitas das técnicas antigas que seu pai, por impossibilidade física, tinha deixado de practicar.
O seu aiquidô é conhecido por ser preciso, austero e dinâmico.  Como professor é muito exigente insistindo sempre no estudo profundo das bases, como única forma de chegar a compreender as técnicas do Fundador e de Morihiro Saito.
Em Iwama ensina diariamente várias horas por dia, além do seu estudo pessoal.
Continuou com o sistema de uchideshi que seu pai teve durante anos no dojo do Fundador e no seu próprio Shin dojo. Anualmente acolhe centenas de uchideshi de todos os cantos do mundo.
Hitohiro Saito também trabalha como voluntário para vários grupos e instituições de cariz social principalmente nas Filipinas.